# 王文祥 (1965年)
王文祥（1965年3月25日—），生於臺灣新北市新店區，企業家，畢業於美國加州大學柏克萊分校法律及政治學士，是台塑集團創辦人王永慶的么子；現任美國JM Eagle董事長。

## 經歷
2005年，王文祥通過從他父親王永慶那裡獲得的聯合貸款購買了JM Manufacturing。2007年，王文祥收購了另一家大型PVC管道生產商PW Eagle，成立了JM Eagle。JM Eagle於2008年將總部遷至加利福尼亞州洛杉磯。
王文祥是丹尼·湯普森白血病紀念基金會、洛杉磯警察基金會、DEA教育基金會、中華海外聯誼會（COEA）和博鰲亞洲論壇的董事會成員。與他的妻子一起，王文祥是美國奧委會的受託人，並且雙方都在2028年洛杉磯奧組委的董事會任職。

## 家庭
2005年，王文祥在購買JM Eagle十天後被診斷出患有第四期鼻癌。到2006年年中，他被宣佈完全康復。